# Podlesie (Przeciszów)
Podlesie – część wsi Przeciszów w Polsce, położona w województwie małopolskim, w powiecie oświęcimskim, w gminie Przeciszów. 
W latach 1975–1998 Podlesie położone było w województwie bielskim.